# Leif Randt

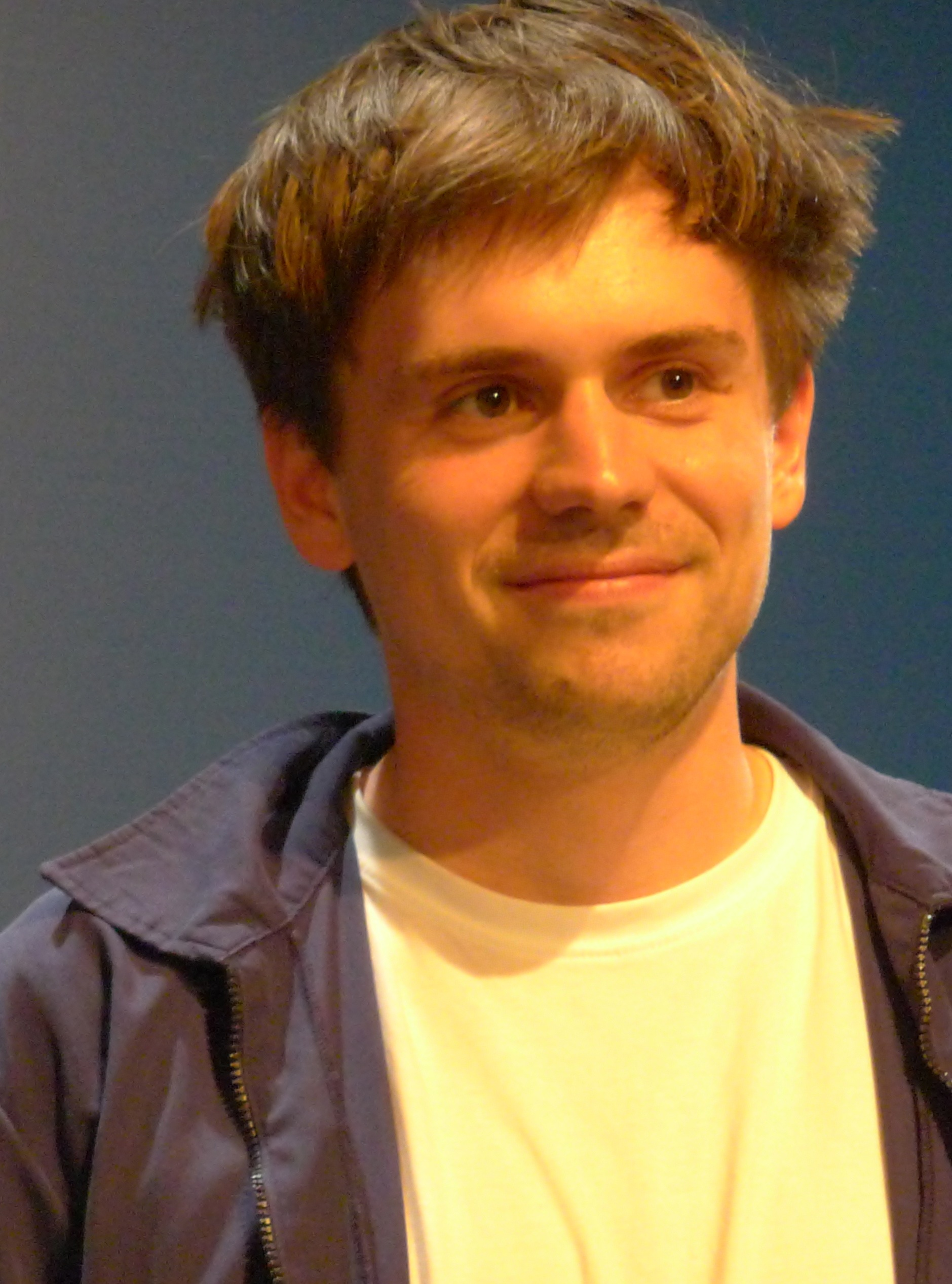
Leif Randt beim Ingeborg-Bachmann-Preis 2011

Leif Randt (* 1983 in Frankfurt am Main) ist ein deutscher Schriftsteller.

## Leben
Randt wuchs als Sohn eines Managers und einer Berufsschullehrerin in Maintal-Hochstadt bei Frankfurt auf. Er studierte Kreatives Schreiben und Kulturjournalismus an der Universität Hildesheim. 2006 war er Finalist beim 14. Open Mike der Literaturwerkstatt Berlin, 2007 mit dem „Vli-Mintstroem-Projekt“ beim Plopp!-Hörspiel-Award. Er schrieb ein Drehbuch unter dem Titel Innocence für eine Razor-Film-Produktion und trat 2008 beim PROSANOVA-Festival mit einer Performance auf. 2009 gewann er den Jurypreis des KulturSPIEGEL-Wettbewerbs, im selben Jahr erschien sein Debütroman Leuchtspielhaus im Berlin Verlag. Im Jahr 2010 gewann Randt den 1. Preis des MDR-Literaturpreises und erhielt den Nicolas-Born-Debütpreis der Niedersächsischen Literaturkommission. In der Preisbegründung heißt es, Randt führe „Jugendszenen als hochkomplexe dynamische Kulturmaschinen vor, die darauf angelegt sind, immer wieder neue Lifestyle-Effekte zu produzieren.“
2011 erhielt Leif Randt beim Ingeborg-Bachmann-Preis für einen Auszug aus seinem Romanprojekt Schimmernder Dunst über CobyCounty den Ernst-Willner-Preis. Der Roman, dessen erste Hälfte Randt als Diplomarbeit eingereicht hatte, erschien kurz darauf im Berlin Verlag und erfuhr in der Literaturkritik hohe Beachtung. So nannte ihn die Frankfurter Allgemeine Zeitung „das wahrscheinlich unaufgeregteste Buch der Saison“. Im folgenden Jahr 2012 erhielt Randt den Düsseldorfer Literaturpreis. 2013 verfasste Randt für den vom Frankfurter Literaturhaus herausgegebenen Band Acht Betrachtungen einen Text über eine Rauminstallation mit Modebildern des britischen Fotografen Mark Borthwick, den er in New York besucht hatte.
Der Roman Planet Magnon erschien 2015 als Randts erstes Buch im Verlag Kiepenheuer & Witsch und wurde vom Spiegel in die Liste „50 Bücher unserer Zeit“ aufgenommen. Die Filmrechte am Roman erwarb der Regisseur Nicholas Mockridge. 2018 war Randt an der Produktion „Perfect Romance“ der Performance-Gruppe The Agency an den Münchner Kammerspielen beteiligt. Randts vierter Roman Allegro Pastell erschien im März 2020. Er wurde für den Leipziger Buchpreis und für die Longlist des Deutschen Buchpreises nominiert und erhielt zahlreiche positive Rezensionen.
Randt lebt in Maintal-Hochstadt und Berlin.

## Romane

### Leuchtspielhaus(2009)
Randts Debütroman spielt in London. Dort eröffnen die Figuren Eric und Helen einen Friseursalon, der nur an zweiten und vierten Donnerstagen geöffnet ist. Vorbild der Kunden, die als „Members“ bezeichnet werden, ist die Aktionskünstlerin Bea. Der Roman erschien als Taschenbuch mit einer mehrfarbigen Illustration auf dem Einband. Mit dem Schreiben des Romans begann Randt in London während seines Auslandssemesters. Ab 2010 veröffentlichte er Fotos auf der Website www.leuchtspielhaus.com.

### Schimmernder Dunst über CobyCounty(2011)
Ich-Erzähler ist der 26-jährige Literaturagent Wim Endersson. Schauplatz ist das fiktive, an die Welt amerikanischer Campusstädte angelehnte CobyCounty, geschrieben mit der für Randts Wortschöpfungen typischen Binnenmajuskel. CobyCounty liegt weder in Deutschland noch in den USA und ist als Wohnort für junge Freiberufler aus aller Welt attraktiv. Im Verlauf des Romans wird der Ort von Katastrophen heimgesucht, ein Hochbahnunglück und ein Brand, die sich jedoch als weniger verheerend herausstellen als zunächst angenommen. Wim erzählt von seiner Beziehung zur Pianistin Carla, die ihn verlässt. Beim Kauf eines Keyboards zu ihrem Geburtstag lernt er eine Verkäuferin kennen, die ebenfalls Carla heißt. Der Romantitel Schimmernder Dunst über CobyCounty leitet sich vom Titel eines Dokumentarfilms über CobyCounty ab, mit dem eine junge französische Regisseurin den Spezialpreis beim Filmfestival von Cannes gewonnen hat.

### Planet Magnon(2015)

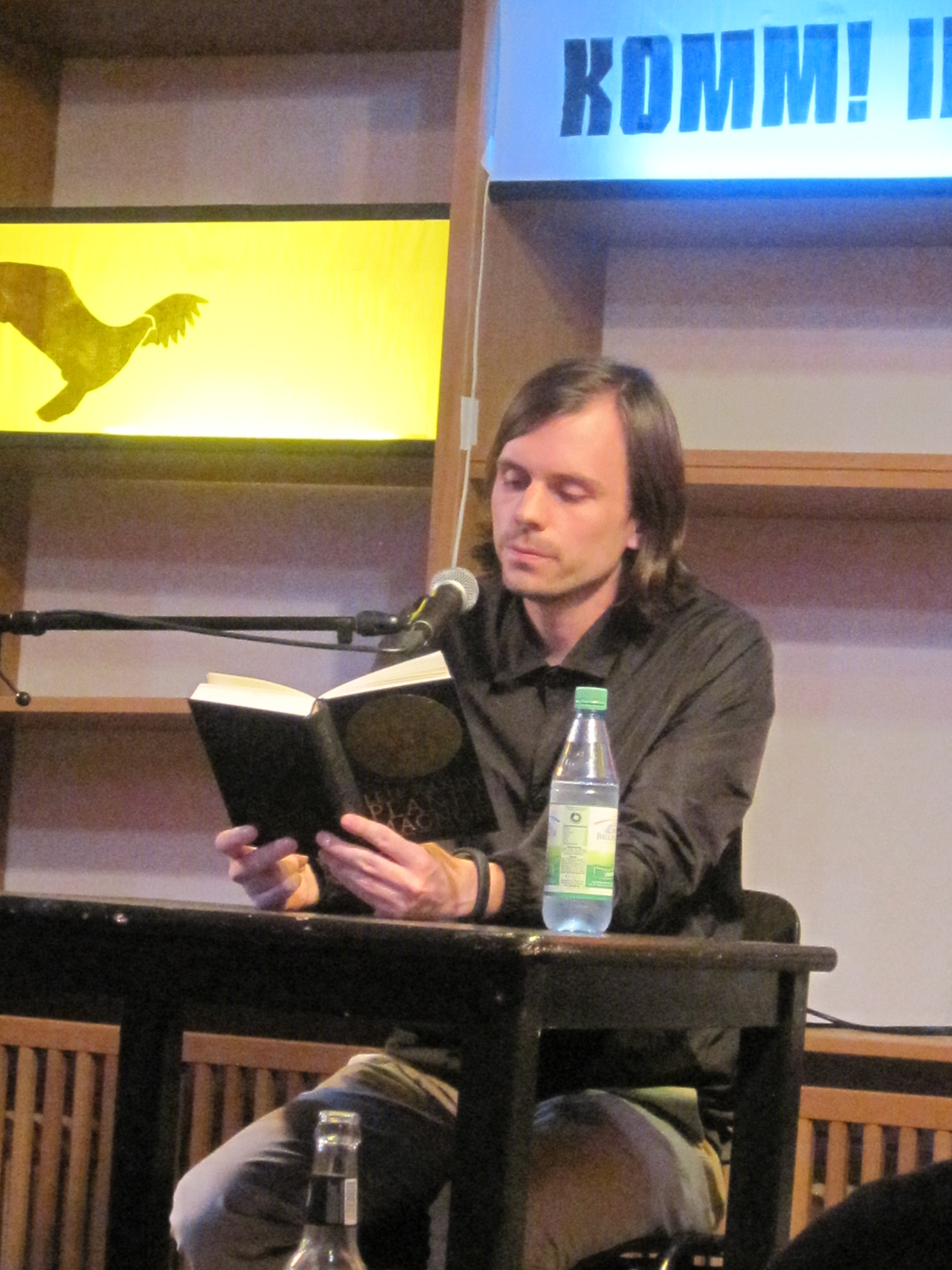
Lesung aus Planet Magnon (2015)

Der Science-Fiction-Roman Planet Magnon ist in seiner Konstellation, Figuren- und Ortsnamen an Werke aus der US-amerikanischen Kultur, etwa an Frank Herberts Dune-Reihe sowie David Lynchs Verfilmung angelehnt. Der Roman trägt Züge einer Utopie, in der von einer „alten Zeit“ gesprochen wird und in der der Tod vom Phänomen der „Diffusionierung“ abgelöst ist. Die beiden Hauptfiguren Marten Eliot und Emma Glendale sind von Planet zu Planet unterwegs, um neue Mitglieder für ihr „Dolfin“-Kollektiv anzuwerben. Die Harmonie des Sonnensystems wird jedoch vom sogenannten „Kollektiv der Gebrochenen Herzen“ bedroht. Statt einer Regierung steuert das Computersystem „ActualSanity“ politische Entscheidungen nach statistischen Erhebungen.
Der titelgebende Planet Magnon ist nach einer verbreiteten Droge benannt und wird im Almanach des Dolfin-Kollektivs als utopisches Projekt beschrieben: ein Planet, dessen Gemeinschaft sich durch den Konsum der Substanz jenseits von Abhängigkeit definiert. Der Roman verfügt über ein Schema des Sonnensystems sowie über ein Glossar, in dem zentrale Begriffe erklärt werden, darunter auch „Postpragmaticjoy“, ein postpragmatischer emotionaler Zustand. 2014 hatte Randt in der Zeitschrift Bella Triste einen Text über die Theorie des sogenannten „Post Pragmatic Joy“ veröffentlicht. Als Beispiel für eine literarische Ausgestaltung des Begriffs verwendet er den Satz: „Ein kleines salziges Popcorn und ein Jever Fun, bitte.“ Der Satz wurde als Anspielung auf den ersten Satz des Romans Faserland (1995) von Christian Kracht gedeutet: „Also, es fängt damit an, daß ich bei Fisch-Gosch in List auf Sylt stehe und ein Jever aus der Flasche trinke.“

### Allegro Pastell(2020)
Der Roman Allegro Pastell handelt von der Beziehung zwischen dem Frankfurter Webdesigner Jerome Daimler und der Berliner Schriftstellerin Tanja Arnheim. Er spielt in Frankfurt, im Frankfurter Umland und Berlin. Randt begann mit dem Romanprojekt im Jahr 2016 unter dem Arbeitstitel Jerome Daimler. Randt selbst war seit längerer Zeit in einer Beziehung, die jedoch vor dem Schreiben des Romans endete. Er bezeichnete das Buch im Vorfeld als Liebesroman. Wie Randts Familie lebt die männliche Hauptfigur Jerome Daimler in Maintal Ost. Der Romantitel Allegro Pastell geht auf die Allegro-Grundschule in Berlin-Tiergarten zurück, in der das Training der Badminton-Abteilung des TSV GutsMuths Berlin stattfindet. Sowohl die weibliche Hauptfigur Tanja Arnheim als auch Randt selbst trainieren dort. Das Wort „Pastell“ bezieht sich unter anderem auf die Pastelltöne der Website, die Jerome Daimler seiner Freundin zum Geburtstag schenken möchte. Randt bezeichnet „Allegro Pastell“ als möglichen Titel einer Schriftart. Jeromes Vater Jürgen Casper Daimler lernt im Roman seine neue Lebensgefährtin Beate über ein Online-Datingportal kennen.

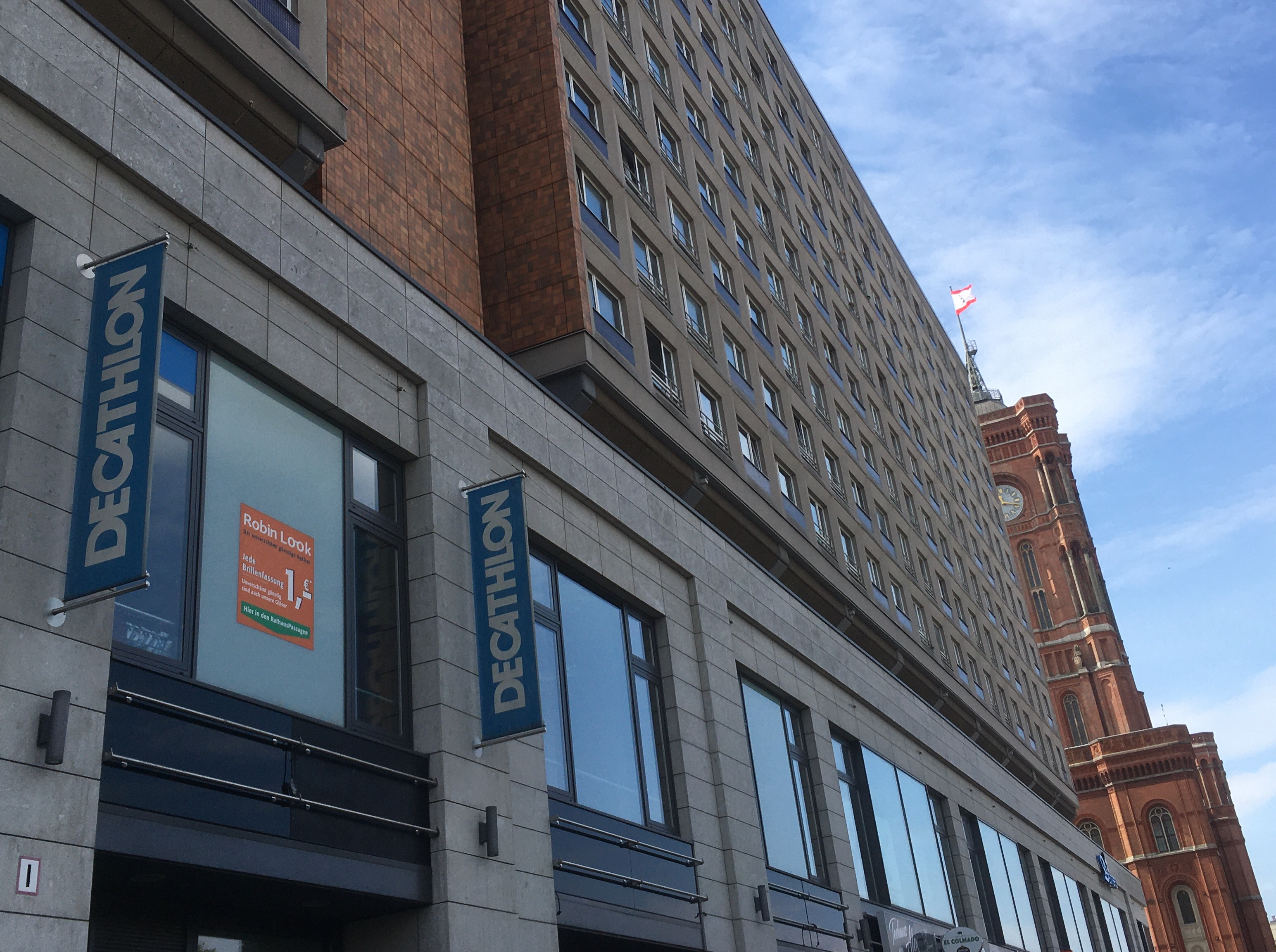
Fassade der Decathlon-Filiale am Berliner Alexanderplatz

Allegro Pastell ist Randts erstes Buch, das fast ausschließlich real existierende Orte verwendet, insbesondere Clubs, Restaurants und Bars. Mehrere Kritiken wiesen auf die ausführliche Beschreibung einer Filiale der Sportartikelfirma Decathlon am Berliner Alexanderplatz hin. Ein Arbeitstitel des Romans lautete Artengo, eine Decathlon-Eigenmarke unter anderem für Badminton-Zubehör. Schriftstellerin Tanja arbeitet an einem gleichnamigen Buchprojekt. Die Firma Decathlon untersagte jedoch die Benutzung des Markennamens für den Romantitel.
Dem Buch ist ein Zitat aus Schimmernder Dunst über CobyCounty sowie ein Zitat des deutsch-kanadischen Autors Eckhart Tolle vorangestellt. Im Text und auf dem Buchumschlag werden Textnachrichten mit Emojis abgedruckt, zahlreiche Nachrichtendienste wie WhatsApp, iMessage, Instagram, Telegram und Snapchat kommen zum Einsatz. Wie bereits in Schimmernder Dunst über CobyCounty sind Aussagen in direkter Rede kursiv gedruckt. Erwähnt und diskutiert werden zahlreiche Musikstücke unter anderem von Yung Lean, Joy Division, Gerd Janson und Kedr Livanskyi. Auf Spotify enthält eine Playlist alle im Buch erwähnten Titel. Trotz seiner realistischen Form enthält der Roman kontrafaktische Elemente, etwa die abweichende Schreibweise des Berliner Clubs About Blank („About Blanc“) oder eine Passage über den österreichischen Schriftsteller Peter Handke, von dem Jerome denkt, er sei Tanjas Lieblingsschriftsteller aus der Schweiz. Laut Randt, der Handke zu seinen Einflüssen zählt, soll die Aussage vermitteln, dass Jerome sich wenig für Literatur interessiere.
Seit Schimmernder Dunst über CobyCounty, auf dessen Bucheinband ein Quadrat mit silberner Farbe abgebildet ist, sind die Einbände von Randts Werken ähnlich gestaltet. Auf dem Einband von Planet Magnon ist ein kupferfarbener Kreis abgebildet. Auf dem Einband von Allegro Pastell ist ein Sechseck mit einer Fotografie von Straßenlaternen abgebildet. Der bunte Farbverlauf wurde als Anspielung auf einen Instagram-Filter gedeutet. Die Literaturkritikerin Insa Wilke beschrieb Randts Einbände in der SWR-Sendung Lesenswert als Formen serieller Ästhetik. Sie verwies auf die Bedeutung des Sechsecks in der christlichen Ikonografie als Symbol für die Allmacht Gottes. Denis Scheck wies auf die Verwendung von Sechsecken in Rollenspielen hin. Wilke verglich Randts Arbeitsweise mit der Ästhetik des Künstlers Thomas Demand, der Fotografien aus Papier nachbaut, die Modelle fotografiert und anschließend zerstört. Zeit-Literaturkritiker Ijoma Mangold schrieb, kein Millennial könne in Zukunft einen Roman schreiben, ohne sich zu Allegro Pastell zu verhalten. Seiner These, von dem Buch könne eine neue Jugendbewegung ausgehen, widersprach Randt in einem Gespräch mit Doris Akrap.
Im Sommer 2024 wird der Roman verfilmt, der Filmstart wurde für Frühjahr 2025 angekündigt. Regie führt Anna Roller zu einem Drehbuch von Randt.

## Arbeiten in weiteren Medien
2017 war er Mitbegründer der Online-Plattform Tegel Media, die er zusammen mit dem Schriftsteller Jakob Nolte und dem Grafikdesigner Manuel Bürger betreibt. Er produziert dafür unter anderem Videoarbeiten. In einem Beitrag für die Sendung Essay & Diskurs im Deutschlandfunk beschäftigte sich Randt 2020 mit utopischen Lebensentwürfen. Randt führt darin ein E-Mail-Interview mit den fiktiven „Inifinite Data Studios“ aus Zürich, das die beiden „Founder“ Toni Fluid und Sander Böhm als „Studio für perspektivisch bessere Sommer“ bezeichnen. Randt zitiert darin die Website der Lebensgefährtin seines Vaters, die als Coach arbeitet. In einem Beitrag für das ARD-Radiofestival auf SWR2 las Randt verschiedene Reiseberichte, unter anderem aus Sibirien, China, Südafrika und Florida. Er schildert darin verschiedene Besuche von Disney-Themenparks. 2021 gründete er den Telegram-Kanal „Hiper Dino Dramedy“. Im September 2021 gestaltete er die Audio-Collage Fokus Color Italia für eine Aufführung im Berliner Zeiss-Großplanetarium im Rahmen der Berliner Festspiele.

## Einflüsse
Randt wird häufig mit Schriftstellern der Popliteratur wie Christian Kracht und Rainald Goetz verglichen. Randt gibt an, stärker vom Kino als von der Literatur beeinflusst worden zu sein. Zu seinen literarischen Einflüssen zählen unter anderem der frühe Peter Handke und Michel Houellebecq.

## Rezeption

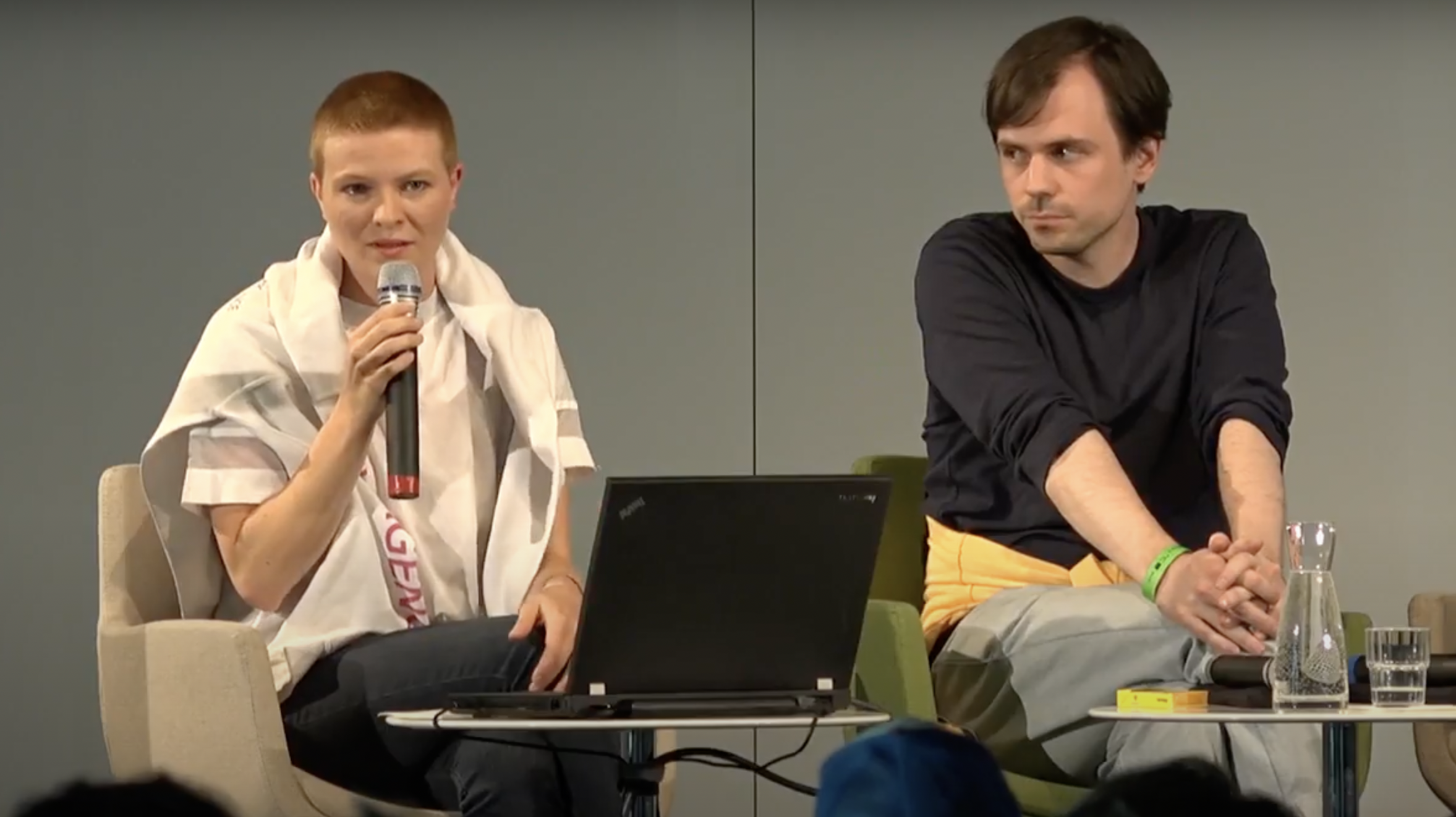
Randt und Rahel Spöhrer von The Agency (2018)

Ein Auszug aus Schimmernder Dunst über CobyCounty diente Rainald Goetz als Beispiel für einen gelungenen Romananfang im Seminar anlässlich seiner Heiner-Müller-Gastprofessur 2012 an der Freien Universität Berlin. In Goetz’ im selben Jahr erschienenem Roman Johann Holtrop wird sowohl Randts Name als auch die Formulierung „schimmernder Dunst“ verwendet. Die Performance-Gruppe The Agency, mit der Randt arbeitete, verwendet für ihre Website in Anlehnung an Randts Begriff die Domain postpragmaticsolutions.com.

## Veröffentlichungen

### Romane
- Leuchtspielhaus. Roman. Berliner Taschenbuch-Verlag, Berlin 2010, ISBN 978-3-8333-0647-1.
- Schimmernder Dunst über CobyCounty. Roman. Berlin Verlag, Berlin 2011, ISBN 3-8270-1027-6.
- Planet Magnon. Roman. Kiepenheuer & Witsch, Köln 2015, ISBN 3-462-04720-5.
  - Indonesisch: Planet Magnon. Roman. Jakarta: Penerbit PT Gramedia Pustaka Utama, Kompas Gramedia, 2017, ISBN 978-602-03-7793-3
- Allegro Pastell. Roman. Kiepenheuer & Witsch, Köln 2020, ISBN 978-3-462-05358-6.
  - Portugiesisch: Allegro Pastell. Roman. Porto Alegre: Editora Bestiário, 2021, ISBN 978-65-88865-23-1

### Fotoband
- mit Werner Amann: Kein Morgen, Spector Books, Leipzig 2022, ISBN 978-3-95905-683-0.

### Kürzere Texte
- Leuchtspielhaus. Auszug, BELLA triste 20, Hildesheim 2008, ISSN 1618-1727
- a room with a view (Mark Borthwick), in: Susanne Gaensheimer und Hauke Hückstädt (Hrsg.): Acht Betrachtungen. 8 Autoren. 8 Kunstwerke. Mit Beiträgen von Helene Hegemann, Thomas von Steinaecker, Peggy Mädler, Thomas Pletzinger, Judith Schalansky, Leif Randt, Annika Scheffel, Saša Stanišić, Henrich Editionen, Frankfurt 2013, ISBN 978-3-943407-20-4, S. 28–33.
- Post Pragmatic Joy (Theorie), BELLA triste 39, Hildesheim 2014, S. 7–12.
- SNOOZE (Version 2.7). In: Stefan Brandt (Hrsg.): 2029 – Geschichten von morgen, Suhrkamp 2019, S. 327–340.
- Playa Blanca A-B-A-B. A | B | A | B, in: Helga Esselborn-Krumbiegel: Inspiration Hermann Hesse: Eine Hommage in Geschichten von Dietmar Dath, Elke Heidenreich, Navid Kermani, Andreas Maier, Monique Schwitter, Antje Rávic Strubel u. v. a. Berlin: Suhrkamp 2022, ISBN 978-3-518-77263-8.

### Hörspiele und Radiofeatures
- TurboGermany – Auf der Suche nach dem neuen Deutschlandgefühl, WDR 2016, Online
- Die bessere Welt als Marketingaufgabe, Deutschlandfunk 2020, Online

## Theateradaptionen
- Schimmernder Dunst über CobyCounty, Theater Bremen, Regie: Felix Rothenhäuler, 2013
- Planet Magnon, Düsseldorfer Schauspielhaus, Regie: Alexander Eisenach, 2016

## Auszeichnungen
- 2009: Jurypreis des KulturSPIEGEL-Wettbewerbs
- 2010: 1. Preis des MDR-Literaturpreises
- 2010: Nicolas-Born-Debütpreis
- 2011: Ernst-Willner-Preis für einen Auszug aus „Schimmernder Dunst über Coby County“
- 2012: Düsseldorfer Literaturpreis
- 2013: Stipendiat der Villa Aurora in Los Angeles
- 2016: Erich-Fried-Preis
- 2021: Mörike-Preis der Stadt Fellbach[47]
- 2023 Friedrich-Hölderlin-Preis der Stadt Bad Homburg